# Campeonato Europeo de Esgrima de 2019
El XXXII Campeonato Europeo de Esgrima se celebró en Düsseldorf  (Alemania) entre el 17 y el 22 de junio de 2019 bajo la organización de la Confederación Europea de Esgrima (CEE) y la Federación Luxemburguesa de Esgrima. Las competiciones se realizaron en las instalaciones de Messe Düsseldorf.
Inicialmente el campeonato fue asignado a la ciudad de Luxemburgo, pero la federación de esgrima de este país renunció posteriormente a la organización del evento.

## Medallistas

### Masculino
| Evento                      | Oro                                                                               | Plata                                                                              | Bronce                                                                         |
| --------------------------- | --------------------------------------------------------------------------------- | ---------------------------------------------------------------------------------- | ------------------------------------------------------------------------------ |
| Florete individual (17.06)  | Alessio Foconi · Italia                                                           | Daniele Garozzo · Italia                                                           | Enzo Lefort · Francia · Alexei Cheremisinov · Rusia                            |
| Florete por equipos (20.06) | Enzo Lefort Erwann Le Péchoux Maxime Pauty Julien Mertine (R) Francia             | Peter Joppich · Luis Klein · André Sanita · Benjamin Kleibrink (R) · Alemania      | Giorgio Avola · Andrea Cassarà · Daniele Garozzo · Alessio Foconi (R) · Italia |
| Espada individual (18.06)   | Yuval Freilich Israel                                                             | Andrea Santarelli · Italia                                                         | Enrico Garozzo · Italia · Jiří Beran · República Checa                         |
| Espada por equipos (21.06)  | Serguei Bida · Nikita Glazkov · Pavel Sujov · Serguei Jodos (R) · Rusia           | Patrick Jørgensen Troels Robl Frederik von der Osten Kenneth Knudsen (R) Dinamarca | Dániel Berta · András Rédli · Gergely Siklósi · Máté Koch (R) · Hungría        |
| Sable individual (19.06)    | Veniamin Reshetnikov · Rusia                                                      | Kamil Ibraguimov · Rusia                                                           | Max Hartung · Alemania · Sandro Bazadze · Georgia                              |
| Sable por equipos (22.06)   | Max Hartung · Matyas Szabo · Benedikt Wagner · Björn Hübner-Fehrer (R) · Alemania | Csanád Gémesi · András Szatmári · Áron Szilágyi · Tamás Decsi (R) · Hungría        | Enrico Berrè · Luca Curatoli · Luigi Samele · Aldo Montano (R) · Italia        |

### Femenino
| Evento                      | Oro                                                                                                | Plata                                                                                   | Bronce                                                                             |
| --------------------------- | -------------------------------------------------------------------------------------------------- | --------------------------------------------------------------------------------------- | ---------------------------------------------------------------------------------- |
| Florete individual (18.06)  | Elisa Di Francisca · Italia                                                                        | Inna Deriglazova · Rusia                                                                | Alice Volpi · Italia · Ysaora Thibus · Francia                                     |
| Florete por equipos (21.06) | Inna Deriglazova · Anastasiya Ivanova · Larisa Korobeinikova · Adelina Zaguidulina (R) · Rusia     | Anita Blaze Pauline Ranvier Ysaora Thibus Solène Butruille (R) Francia                  | Elisa Di Francisca · Arianna Errigo · Francesca Palumbo · Alice Volpi (R) · Italia |
| Espada individual (19.06)   | Coraline Vitalis Francia                                                                           | Marie-Florence Candassamy Francia                                                       | Ewa Trzebińska · Polonia · Alexandra Ndolo · Alemania                              |
| Espada por equipos (22.06)  | Magdalena Piekarska · Ewa Trzebińska · Aleksandra Zamachowska · Renata Knapik-Miazga (R) · Polonia | Tatiana Andriushina · Violetta Kolobova · Liubov Shutova · Violetta Jrapina (R) · Rusia | Rossella Fiamingo · Federica Isola · Mara Navarria · Alice Clerici (R) · Italia    |
| Sable individual (17.06)    | Olha Jarlan · Ucrania                                                                              | Manon Brunet Francia                                                                    | Sofia Velikaya · Rusia · Anna Márton · Hungría                                     |
| Sable por equipos (20.06)   | Olga Nikitina · Sofia Velikaya · Yana Yegorian · Sofia Pozdniakova (R) · Rusia                     | Renáta Katona · Anna Márton · Liza Pusztai · Luca László (R) · Hungría                  | Cécilia Berder Manon Brunet Caroline Quéroli Charlotte Lembach (R) Francia         |

## Medallero
| Núm. | País            | Oro | Plata | Bronce | Total |
| ---- | --------------- | --- | ----- | ------ | ----- |
| 1    | Rusia           | 4   | 3     | 2      | 9     |
| 2    | Francia         | 2   | 3     | 3      | 8     |
| 3    | Italia          | 2   | 2     | 6      | 10    |
| 4    | Alemania        | 1   | 1     | 2      | 4     |
| 5    | Polonia         | 1   | 0     | 1      | 2     |
| 6    | Israel          | 1   | 0     | 0      | 1     |
| 6    | Ucrania         | 1   | 0     | 0      | 1     |
| 8    | Hungría         | 0   | 2     | 2      | 4     |
| 9    | Dinamarca       | 0   | 1     | 0      | 1     |
| 10   | Georgia         | 0   | 0     | 1      | 1     |
| 10   | República Checa | 0   | 0     | 1      | 1     |
|      | TOTAL           | 12  | 12    | 18     | 42    |